# The Best of Slaughter
The Best of Slaughter è una raccolta del gruppo musicale statunitense Slaughter, pubblicata il 17 ottobre 2006 dalla Capitol Records.

## Tracce
1. Up All Night – 4:19
2. Mad About You – 4:09
3. The Wild Life 3:28
4. That's Not Enough 3:27
5. Out for Love – 3:33
6. Days Gone By – 3:53
7. Dance for Me Baby – 3:21
8. Gave Me Your Heart – 3:52
9. Desperately – 3:35
10. Killin' Time – 3:58

## Provenienze
Dall'album "Stick It To Ya" i brani: 1 - 2 - 4 - 8 - 9
Dall'album "The Wild Life" i brani: 3 - 5 - 6 - 7
Dall'album "Back To Reality" i brani: 10

## Formazione
- Mark Slaughter – voce, chitarra ritmica, tastiere
- Tim Kelly – chitarra solista, cori
- Dana Strum – basso, cori
- Blas Elias – batteria, cori